# 外赫布里底群岛
外赫布里底群岛（英語：Outer Hebrides），又称西部群岛（Western Isles）、长岛（Long Island）或埃利安锡尔（Eilean Siar），是英国苏格兰32个一级行政区之一。面积3,071平方公里，2013年中估計人口27,400。主要城镇是斯托诺韦。
外赫布里底群岛与大不列颠岛和内赫布里底群岛之间有风雨多变的明奇海峡和小明奇海峡阻隔，是整个英国乃至欧洲交通最为不便的地区之一。人口稀少，平均每平方公里仅有9人。
这些岛屿最早在公元9世纪之前就有北欧的诺斯人定居，经过几个世纪的纷争，在公元13世纪最终归属苏格兰王国。直到今天，岛屿的政治、文化等与大不列颠岛上仍有很大差异，英国和苏格兰各大政党在当地基本毫无影响力，地方政府内绝大多数是独立和无党派人士。
地区内的主要岛屿是刘易斯岛和哈里斯岛。但是虽然地名分离，其实却是同一个岛屿。刘易斯岛在北部，而哈里斯岛在南部。

## 名字来源
现存最早的与这些岛屿有关的书面参考文献是老普林尼在《自然史》中提出的，他在书中指出有30个赫布里底群岛（Hebude），并单独提到了杜姆纳（Dumna）岛，沃特森（1926）认为杜姆纳无疑是外赫布里底岛。大约80年后，即公元140-150年，托勒密根据阿古利可拉早期的海上探险，将埃布德斯（Ebdes）和杜姆纳（Dumna）区分开来，他写道，埃布德（Ebude）只有五个（因此可能意味着内赫布里底群岛）。Dumna与古凯尔特语的dumnos同源，意思是“深海的小岛”。普林尼可能是从公元前322年至285年访问英国的马萨利亚的皮西亚那里获得信息的。托勒密可能也这样做了，因为阿古利可拉关于苏格兰西海岸的信息质量很差。
布里兹还认为Dumna可能是外赫布里底群岛最大的岛屿刘易斯-哈里斯岛，尽管他将这个岛屿与“长岛”的名字混为一谈。Watson（1926）指出，托勒密的Eboudai的含义是未知的，其词根可能在前凯尔特时期。穆雷（1966）声称托勒密的Ebudae最初源自古挪威语Havredey，意思是“海边的岛屿”。这个想法经常被重提，但还没有出现这种推导的确凿证据。
其他早期的书面参考文献包括12世纪的爱尔兰占领之书和13世纪的一首诗中提到的内梅德人从爱尔兰逃亡到Domon，这首诗讲述了当时曼和群岛王位继承人Raghnall mac Gofraidh的故事，据说他“打破了Magh Domhna的大门”。Magh Domhna的意思是“多姆纳（或多蒙）的平原”，但文本的确切含义尚不清楚。
在爱尔兰神话中，这些岛屿是弗摩尔人的家园，被描述为“巨大而丑陋”和“海上船夫”。他们是海盗，从爱尔兰海岸攫取贡品，他们的国王之一是Indech mac DéDomnand（意为统治深海的女神Domnu的儿子Indech）。

## 地理

外赫布里底群岛卫星图

这些岛屿形成了一个群岛，其主要岛屿是刘易斯和哈里斯岛、北尤伊斯特岛、本贝丘拉岛、南尤伊斯特岛和巴拉岛。刘易斯和哈里斯岛面积2178.98平方公里（841平方英里），是苏格兰最大的岛屿，也是不列颠群岛中仅次于大不列颠和爱尔兰的第三大岛。它包括北部的刘易斯岛和南部的哈里斯岛，这两个岛屿通常被称为单独的岛屿，尽管它们通过陆地相连。该岛没有英语或盖尔语的单一名称，一般称为“Lewis and Harris”、“Lewis with Harris”和“Harris with Lewis”等。
最大的岛屿被海的臂膀深深地缩进，如罗格湖、西福斯湖和马达湖。外赫布里底群岛有7500多个淡水湖，约占整个苏格兰淡水湖总数的24%。尤其是北部和南部的尤伊斯特和刘易斯岛，那里的淡水比例很高，湖泊形状错综复杂。哈里斯岛的大型水体较少，但有无数的小湖。刘易斯岛的兰加瓦特湖长11公里（7英里），中间有几个大岛，包括莫尔岛。尽管苏阿涅巴哈尔湖的表面积仅为兰加瓦特湖的25%，但其平均深度为33米（108英尺），是岛上面积最大的湖。关于北尤斯特的斯加达巴赫湖，有人说“在英国可能没有其他湖泊能以不规则和复杂的轮廓接近斯加达巴赫湖。”比湖是南尤伊斯特湖最大的湖泊，长8公里（5英里），几乎将岛一分为二。

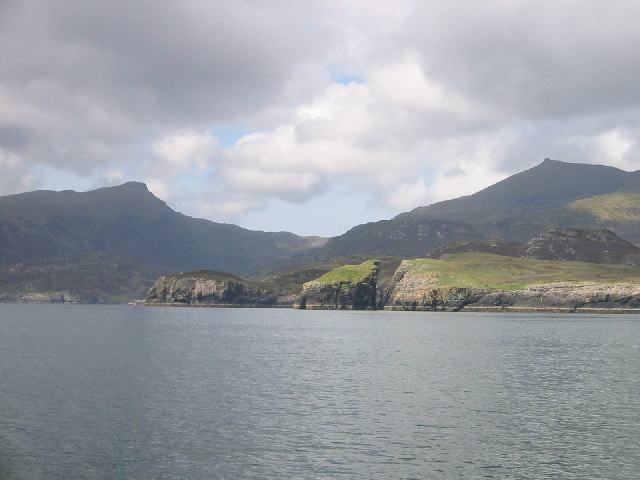
南尤伊斯特岛东岸风景，左侧是岛上最高峰Beinn Mhòr

这些岛屿的西部海岸线大部分是沿岸砂质低地，一片肥沃的低地沙丘牧场。刘易斯岛相对平坦，主要由覆盖泥炭的无树沼泽组成。最高的山峰是米利斯瓦尔，位于西南574米（1883英尺）处。哈里斯大部分地区是山区，有大片裸露的岩石，群岛上唯一的科贝特山克利沙姆的高度达到799米（2621英尺）。北部和南部的尤伊斯特和本贝丘拉（有时统称为尤伊斯特）西部有沙滩和广阔的砂质低地，东部几乎无人居住的山区。这里的最高峰是Beinn Mhòr，海拔620米（2034英尺）。尤伊斯特及其直接离群值的总面积为745.4平方公里（288平方英里）。这包括尤伊斯特本身以及通过堤道和桥梁与他们相连的岛屿。巴拉面积58.75平方公里（23平方英里），内部崎岖不平，周围是低地和广阔的海滩。
苏格兰四十个国家风景区中有三个位于这里，这反映了这些岛屿的风景品质。国家风景区的定义是为了识别特殊风景区，并确保其免受不当开发的影响，并被认为代表了“与苏格兰普遍相关并以其闻名”的风景名胜类型。外赫布里底群岛的三个国家风景区是：
- 南刘易斯、哈里斯和北尤伊斯特国家风景区涵盖刘易斯西南部山区、哈里斯全境、哈里斯湾（英语：Sound of Harris）和北尤伊斯特北部。
- 南尤伊斯特西南海岸的一个地区被指定为南尤伊斯特砂地国家风景区。
- 圣基尔达群岛也被列为国家风景区，还有许多其他的保护名称。

## 动植物

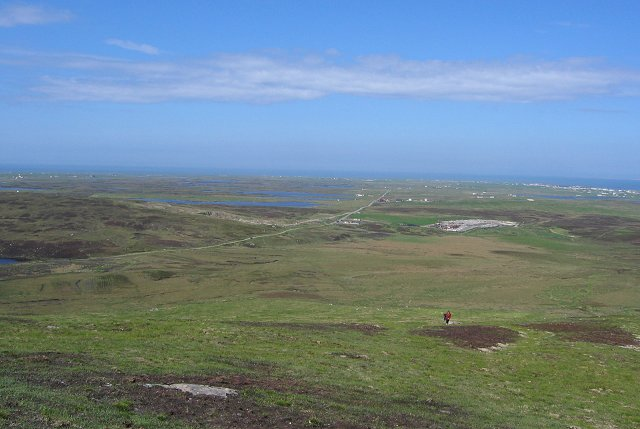
本贝丘拉岛广阔的地形

群岛的大部分地区都是受保护的栖息地，包括岛屿和周围水域。有53个具有特殊科学价值的地点，其中最大的是杜因湖、北尤伊斯特（151平方公里）和北哈里斯（127平方公里）。南尤伊斯特被认为是英国水生植物纤稚虫的最佳产地，纤稚虫是欧洲保护物种。
关于西欧刺猬一直存在着相当大的争议。刺猬不是岛上的本地种，而是在20世纪70年代引入的，目的是减少花园害虫。它们的传播对地面筑巢涉禽的蛋构成了威胁。2003年，苏格兰自然遗产组织在该地区扑杀了刺猬，但在2007年停止了扑杀；被困动物现在被转移到内陆。
外赫布里底群岛有英国重要的繁殖涉禽种群，包括常见的红脚鹬、黑腹滨鹬、凤头麦鸡和剑鸻。这些岛屿还为其他重要物种提供了栖息地，如长脚秧鸡、白尾鹞、金雕和水獭。在近海，经常可以看到姥鲨和各种鲸鱼和海豚，偏远岛屿的海鸟种群具有国际意义。圣基尔达岛有60000只北方鲣鸟，占世界总数的24%；49000对白腰叉尾海燕繁殖，占欧洲种群的90%；136000对北极海鹦和67000对暴雪鹱，分别占英国总数的30%和13%。明古莱是刀嘴海雀的重要繁殖地，有9514对，占欧洲种群的6.3%。
熊蜂的一种荒野熊蜂是赫布里底群岛的特有物种，也有深绿蛱蝶和绿脉白蝶的本土变种。圣基尔达岛鹪鹩是鹪鹩的一个亚种，其活动范围仅限于以其名字命名的岛屿。

## 人口

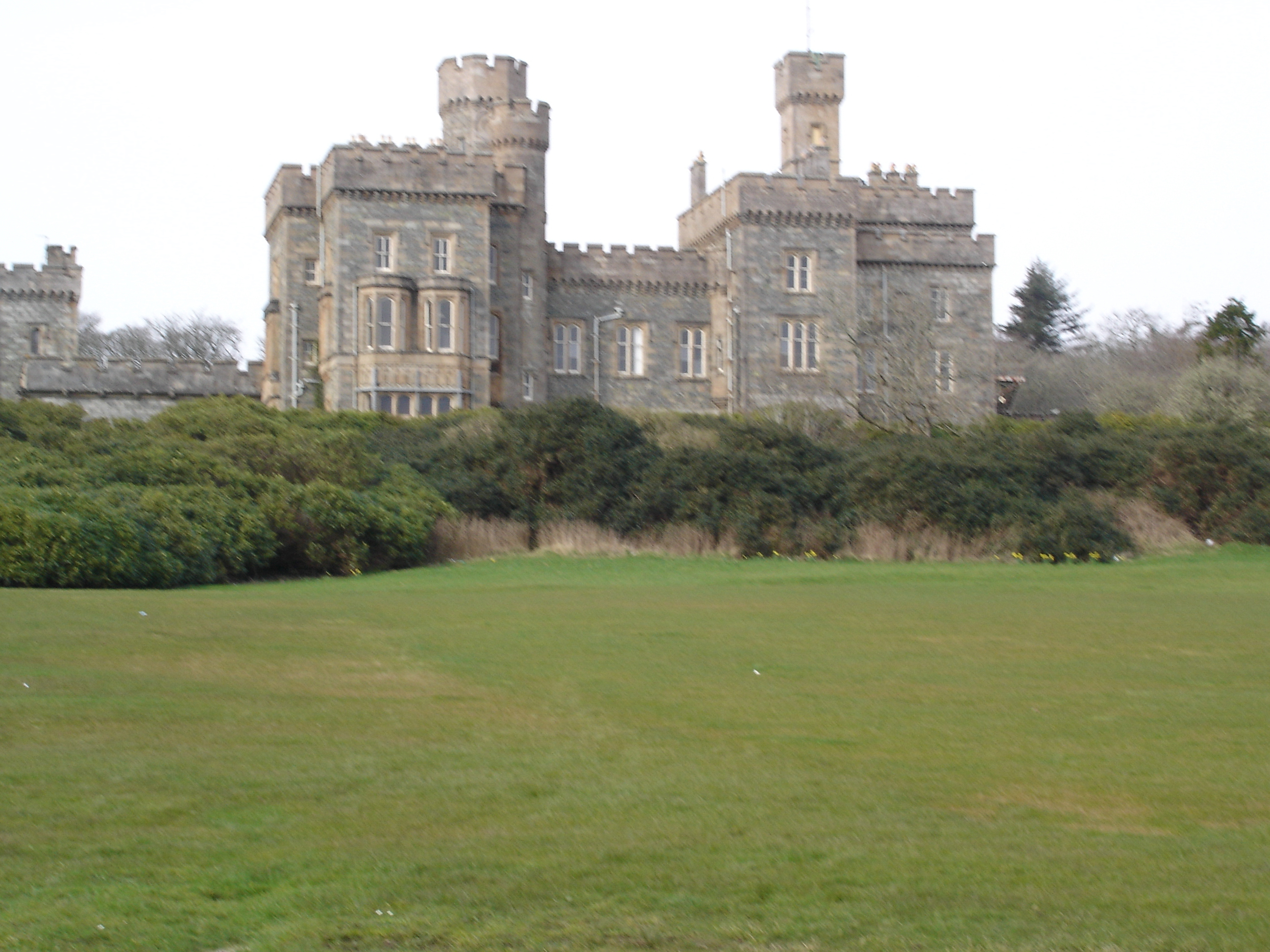
位于斯托诺韦的刘易斯城堡

2001年人口普查时，该群岛的总人口为26502人，2011年为27684人。在同一时期，苏格兰岛屿人口整体增长了4%，达到103702人。外赫布里底群岛最大的定居点是刘易斯河畔的斯托诺维，人口约8100。
根据Comhairle nan Eilean Siar的一份报告，2019年的人口估计为26720人，该报告补充道，“外赫布里底群岛的人口正在老龄化”，“年轻人[…]离开该岛接受进一步教育或就业”。总人口中，6953人居住在“斯托诺韦定居点Laxdale（Lacasdal）、Sandwick（Sanndabaig）和Newmarket”，其余分布在280个乡镇。
除了主要的北福特堤道（Oitir Mhår）和南福特堤道，通过格里姆赛北部连接北尤伊斯特和本贝丘拉，以及另一条从本贝丘拉到南尤伊斯特的堤道外，其他几个岛屿通过较小的堤道或桥梁连接。大伯纳拉岛和斯卡尔佩岛分别与刘易斯和哈利斯岛有桥梁连接，堤道连接巴勒斯哈尔和伯纳雷岛与北尤伊斯特岛；埃里斯凯岛至南尤伊斯特岛；弗洛代格岛、弗劳茨艾伦岛和南部格里姆赛岛至本贝丘拉岛；以及连接瓦特赛岛和巴拉岛的瓦特赛堤道。这意味着，所有有人居住的岛屿现在都通过陆路与至少一个其他岛屿相连。

### 无人居住岛屿
外赫布里底群岛有50多个面积超过40公顷的无人岛，包括巴拉群岛、夫兰南群岛、莫纳赫群岛、希恩特群岛和罗格湖群岛。与苏格兰的其他主要岛链一样，许多更偏远的岛屿在19世纪和20世纪被遗弃，在某些情况下，在史前时期以来的持续居住之后。仅在外赫布里底群岛就发现了35多个这样的岛屿。例如，在巴拉黑德，苏格兰文物局在岛上发现了83处考古遗址，其中大多数是中世纪以前的遗址。在18世纪，人口超过50人，但最后一批本土岛民在1931年离开了。1980年，随着灯塔的自动运行，岛上完全无人居住。
一些较小的岛屿继续为现代文化做出贡献。《明古莱船歌》虽然唤起了岛屿生活的回忆，但创作于1938年该岛被遗弃后，塔伦赛岛主持了英国广播公司的电视连续剧《漂流者2000》。其他岛在苏格兰历史上也发挥了作用。1746年5月4日，“年轻的伪装者”查尔斯·爱德华·斯图亚特和他的一些手下在刘伯海尔德岛上躲藏了四天，而皇家海军的船只则在水貂岛巡逻。
较小的岛礁以及其他岛屿群散布在北大西洋主要岛屿周围。有些在地理上不属于外赫布里底群岛，但在行政上和大多数情况下在文化上都属于Comhairle nan Eilean Siar。刘易斯以西73公里（45英里）处是圣基尔达岛，除了一个小型军事基地外，现在无人居住。与刘易斯岛以北距离相似的是北罗纳岛和苏拉斯盖尔岛，这两个偏远的小岛。罗纳岛过去支持种植谷物和养牛的少数人，而苏拉斯盖尔岛则是一块不适合居住的岩石。成千上万的北方塘鹅在这里筑巢，通过特殊的安排，内斯人每年都会收获它们的一些幼鸟，称为gugas。罗科尔岛位于北尤伊斯特岛以西367公里（228英里），1972年《罗卡尔岛法》将其定为西部群岛的一部分，其地位仍然是一个国际争端问题。

## 定居点
2018年的发展计划将外赫布里底群岛定居点分为四种类型：斯托诺韦核心定居点、主要定居点、农村定居点和外围定居点。主要定居点为：塔尔伯特、洛赫马迪、巴利瓦尼奇、洛赫博伊斯代尔/达利堡、大卡斯尔拜和大斯托诺韦（不包括斯托诺韦核心区）。
由农村定居点和外围定居点组成的分散定居点约占议会区人口的2/3。

## 地质学

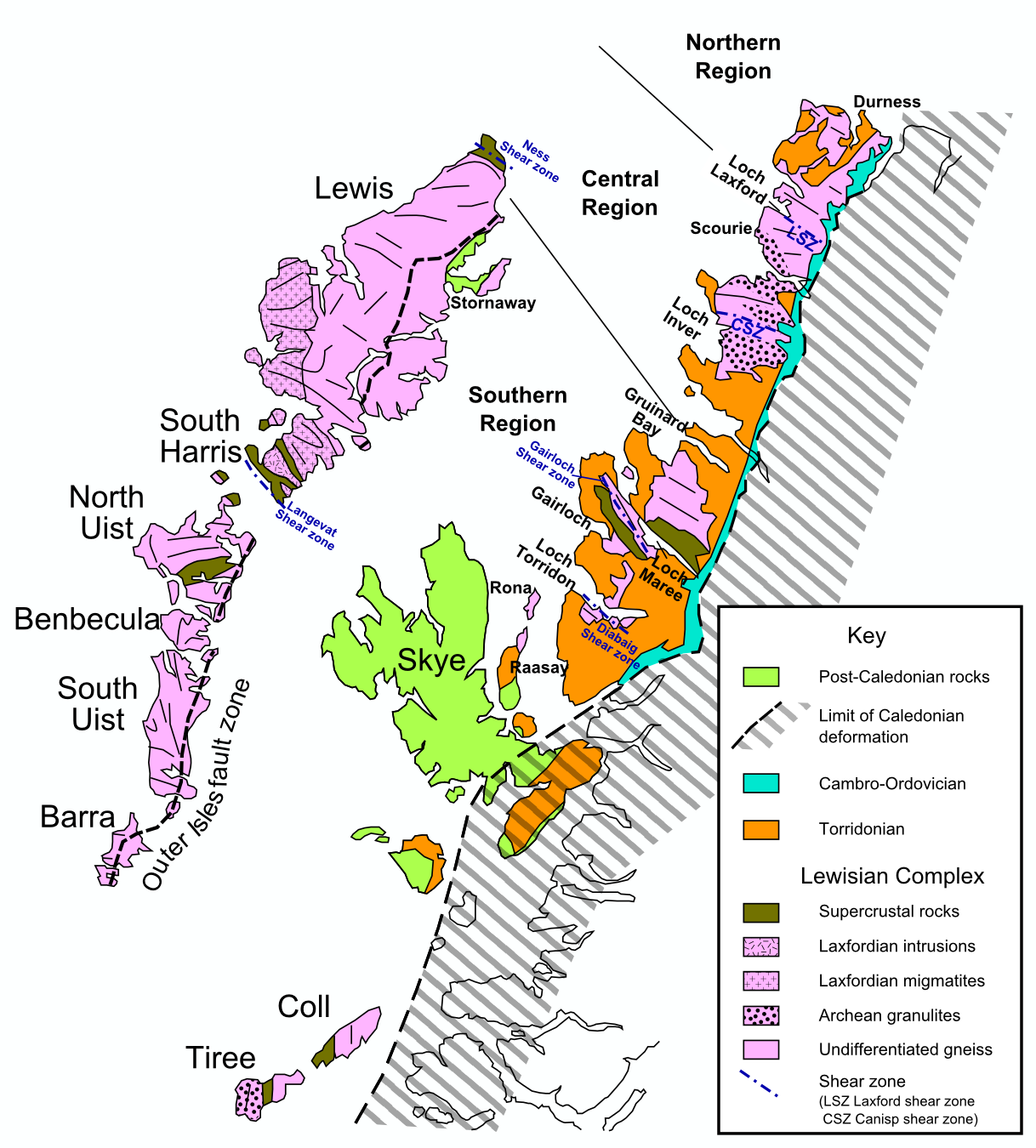
赫布里底阶阶地的地质学地图

大部分岛屿的基岩是由路易斯片麻岩形成的。这些岩石是欧洲最古老的岩石之一，形成于30亿年前的前寒武纪。除了外赫布里底群岛，它们还在莫因冲断层以西的苏格兰大陆以及科尔岛和泰里岛上形成基底矿床。这些岩石主要来源于火成岩，与变质大理石、石英岩和云母片岩混合，并被后来的玄武岩脉和花岗岩岩浆侵入。片麻岩细腻的粉红色遍布全岛，地质学家有时将其称为“老男孩”。
在刘易斯西部的巴尔瓦斯发现了花岗岩侵入体，另一个侵入体形成了哈里斯的Roineabhal的顶峰高原。这里的花岗岩是斜长岩，成分与月球山脉中发现的岩石相似。斯托诺韦附近的布罗德湾有相对较小的三叠纪砂岩露头。希恩特群岛和圣基尔达分别由晚得多的第三纪玄武岩和辉长岩形成。布罗德湾的砂岩曾被认为是托里阶或老红砂岩。

## 气候
由于北大西洋洋流的影响，外赫布里底群岛的气候凉爽温和，在这样一个北纬度上非常稳定。今年1月的平均气温为6°C（44°F），夏季为14°C（57°F）。刘易斯岛的年平均降雨量为1100毫米（43英寸），日照时间为每年1100至1200小时。夏季相对较长，5月至8月是最干旱的时期。风是气候的一个关键特征，即使在夏天，也几乎有持续的微风。根据作家W·H·默里的说法，如果游客向岛民询问天气预报，“他不会像外省人那样回答干燥、潮湿或阳光明媚，而是引用蒲福氏风级的数字。”在冬季风暴期间，刘易斯湾每六天就有一天会有大风，巴拉黑德190米（620英尺）高的悬崖上的草地上会有被风吹上来的小鱼。

## 历史

### 史前时期
赫布里底群岛最初定居于中石器时代，拥有多种重要的史前遗址。北尤伊斯特岛奥拉巴特湖的Eilean Dåmhnuill（唐纳德岛）建于公元前3200年至2800年左右，可能是苏格兰最早的裂隙岛（一种人工岛）。卡拉尼什巨石阵（Callanish Stones）可追溯到公元前2900年左右，是苏格兰石圈的最好例子，由13块1至5米高的原始巨石组成一个直径约13米（43英尺）的圆圈。南尤伊斯特岛的Cladh Hallan是英国唯一发现史前木乃伊的遗址，刘易斯岛的Dun Carloway令人印象深刻的遗址都可以追溯到铁器时代。

### 古代
在苏格兰，凯尔特铁器时代的生活方式经常受到罗马的困扰，但从未被罗马消灭，当军团于公元211年放弃任何永久占领时，这种生活方式重新确立了。哈森（2003）写道：“多年来，在对这一时期的研究中，罗马的征服肯定对苏格兰产生了一些重大的中长期影响，这几乎是不言自明的。根据目前的证据，无论是在环境、经济还是社会方面，都无法证实。影响似乎非常有限。总体情况仍然是广泛的连续性，而不是破坏性……罗马人在苏格兰的存在只不过是土著发展的长期过程中的一系列短暂插曲。罗马人对高地和岛屿的直接影响很小，也没有证据表明他们真的在外赫布里底群岛登陆过。”
铁器时代后期赫布里底群岛北部和西部的居民可能是皮克特人，尽管历史记录很少。亨特（2000）指出，关于公元六世纪皮克特人的国王布里德一世：“至于设得兰、奥克尼、斯凯和西部群岛，他们的居民，其中大多数在当时的文化和言论上似乎都是皮克特人，很可能认为布里德是一个相当遥远的存在。”帕贝岛是帕贝石的所在地，这是外赫布里底群岛唯一现存的皮克特符号石,这座6世纪的石碑展示了一朵花、V形杆和新月，上面添加了一个后来的、有点粗糙的十字架。

### 挪威人的控制
公元8世纪末，维京人开始突袭苏格兰海岸，在随后的几十年里，赫布里底群岛受到挪威人的控制和定居，尤其是在872年哈拉尔·费尔海尔在哈弗斯峡湾战役中取得成功之后。在西部群岛，Ketill Flatnose是9世纪中期的主要人物，当时他已经积累了大量的岛屿领土，并与其他挪威领导人建立了各种联盟。这些太子党名义上效忠于挪威王室，尽管实际上后者的控制相当有限。1098年，当苏格兰国王埃德加正式将赫布里底群岛移交给挪威的马格努斯三世时，挪威人正式控制了赫布里底群岛。
同年早些时候，挪威国王在一场针对各个岛屿小王国的挪威当地领导人的快速战役中征服了奥克尼群岛、赫布里底群岛和曼岛，之后苏格兰接受马格努斯三世为群岛国王。通过占领这些岛屿，马格努斯实施了更直接的皇家控制，尽管这是有代价的。他的北地诗人比约恩·克里普汉德记录道：在刘易斯岛“天堂里火熊熊燃烧、“火焰从房子里喷涌而出”；在尤伊斯特岛“国王把剑染成了血红色”。汤普森（1968）提供了一个更加字面的翻译：“火在里奥德胡斯的无花果树上燃烧；它上升到了天堂。人们被驱赶到很远的地方。火从房子里喷涌而出”。
赫布里底群岛现在是群岛王国的一部分，其统治者本身就是挪威国王的附庸。王国有两个部分：Suðr-eyjar（南部群岛），包括赫布里底群岛和曼岛；以及Norðr-eyjar（北部群岛），包括奥克尼群岛和设得兰群岛。这种情况一直持续到1156年西部群岛的分裂，当时外赫布里底群岛仍处于挪威的控制之下，而内赫布里底岛则在曼岛王室的诺斯-凯尔特人亲属萨默里德的统治下爆发。
在挪威哈康四世于1263年进行了一次命运多舛的探险之后，由于1266年的《珀斯条约》，外赫布里底群岛和曼岛被苏格兰王国吞并。尽管他们对这些岛屿的贡献仍然可以在人名和地名中找到，但挪威时期的考古记录非常有限。这一时期最著名的发现是可追溯到12世纪中期的刘易斯棋子。

### 苏格兰统治
随着挪威时代的结束，讲挪威语的王子逐渐被讲盖尔语的部族首领所取代，其中包括刘易斯和哈里斯的麦克劳德、尤伊斯特岛的麦克唐纳和巴拉岛的麦克内尔。尽管到了14世纪初，以艾拉岛为基地的麦克唐纳群岛领主在理论上是这些酋长的封建上级，并设法施加了一些控制，但这种转变并没有缓解岛屿之间的自相残杀。
唐纳家族对苏格兰王室构成的日益严重的威胁导致詹姆斯四世于1493年强行解散了群岛领主，但尽管国王有权征服赫布里底群岛有组织的军事力量，但他和他的直接继任者缺乏提供替代治理形式的意愿或能力。斯图亚特家族控制外赫布里底群岛的尝试起初是杂乱无章的，只不过是惩罚性的探险。1506年，亨特利伯爵用大炮围攻并占领了斯托诺韦城堡。1540年，詹姆斯五世亲自进行了一次皇家之旅，迫使当地部族首领陪同他。接下来是一段和平时期，但很快部族之间又发生了争执。
1598年，国王詹姆斯六世授权法夫的一些“绅士冒险者”对“最野蛮的刘易斯岛”进行文明改造。最初取得成功的殖民者被默多赫和内尔·麦克劳德指挥的当地部队赶走，他们的部队驻扎在罗格湖的Bearasaigh。1605年，殖民者再次尝试，结果相同，但1607年的第三次尝试更为成功，在适当的时候，斯托诺韦成为了男爵领地。此时，刘易斯被金泰尔的麦肯齐家族（后来的西弗斯伯爵）控制，他们追求更开明的方法，尤其是投资捕鱼。历史学家W·C·麦肯齐感动地写道：
在17世纪末，我们对刘易斯岛的描述是，一个民族在和平中追求自己的爱好，但并不富裕。西弗斯。。。，除了在岛上建立有序的政府。。他做了大量的工作，把人们从他们所陷入的无知和无礼的泥沼中拯救出来。但在经济领域，他们的政策显然对社会没有什么帮助。

西弗斯的保皇派倾向导致刘易斯在三国战争期间被克伦威尔的军队驻扎，克伦威尔摧毁了斯托诺韦的旧城堡，1645年，刘易斯岛在奥尔达恩战役中与保皇派并肩作战。赫布里底人参与更广阔世界事务的新时代即将开始。

### 英国时代
随着1707年《联合条约》的实施，赫布里底群岛成为新的大不列颠王国的一部分，但这些部族对遥远君主的忠诚并不强烈。在“15”年，相当多的岛民“站出来”支持詹姆斯党的马尔伯爵，尽管对1745年起义的反应很温和。尽管如此，决定性的卡洛登战役的余波仍被广泛感受到，这场战役实际上终结了詹姆斯党复辟斯图亚特的希望。英国政府的策略是让部落首领与他们的亲属疏远，并将他们的后代变成讲英语的地主，他们主要关心的是他们的遗产带来的收入，而不是寄居在他们身边的人的福利。这可能给这些岛屿带来了和平，但在接下来的一个世纪里，它付出了可怕的代价。

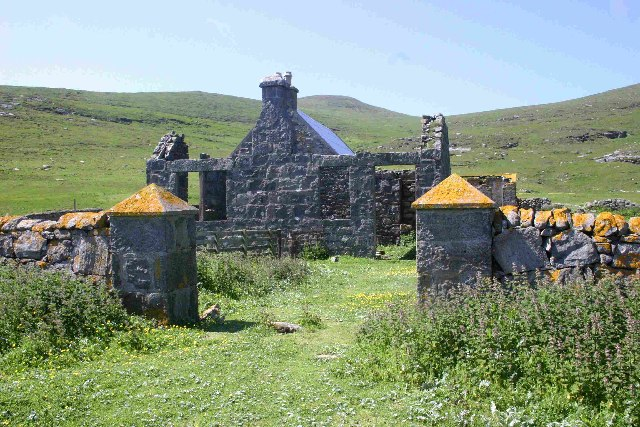
明古莱岛上的废弃校舍

19世纪的高地清洗行动摧毁了整个高地和岛屿的社区，因为人口被驱逐，取而代之的是养羊场。例如，巴拉岛、南尤伊斯特岛和本贝库拉岛的所有者、克鲁尼堡的戈登上校用诡计和残忍驱逐了数千名岛民，甚至提出将巴拉岛作为流放地卖给政府。弗亚格莫尔岛等岛屿的人口已经完全消失，即使在今天，在一些地区，人们仍怀着苦涩和怨恨的心情回忆起这个话题。群岛海带产业的失败加剧了这种状况。从18世纪到1815年拿破仑战争结束，海带产业蓬勃发展，大规模移民成为普遍现象。例如，数百人离开北尤伊斯特岛前往新斯科舍省布雷顿角岛。该岛的清洗前人口几乎为5000人，但到1841年已降至3870人，到1931年仅为2349人。
由枯萎病引起的高地马铃薯饥荒（苏格兰盖尔语：Gaiseadh a‘bhuntàta）始于1846年，产生了严重影响，因为许多岛民都是佃农；土豆是他们的主食。暴力骚乱变得很普遍。在乔治·波尔和军委（一个军事机构）其他人的鼓励下，鼓励慈善机构前来救援。据一份报告称，自由教会特别乐于助人，“为整个西高地和岛屿受饥荒影响的家庭提供燕麦粥”。另一份报告称，教会“迅速在赫布里底群岛和西海岸组织了一个高效的私人慈善系统。它与爱丁堡和格拉斯哥救济委员会合作”。
1847年初，一个跨教派的慈善机构成立，在饥荒救济中发挥了最重要的作用。根据该地区的一段历史，一些土地所有者也提供了大量援助：“顿维甘的麦克劳德为他的人民购买了食物，大约有8000人”......阿尔德高尔的麦克莱恩提供了食物，并在该地区引进了新作物——豌豆、卷心菜和胡萝卜......詹姆斯·马西森爵士在刘易斯岛的土地改良上花费了329,000英镑，希望为他的人民提供一个更加安全的未来“。英国政府提供了一些援助，这要归功于查尔斯·特里维廉爵士，他安排了在波特里和托伯莫里 (蘇格蘭)的食物分配。英国爱尔兰和苏格兰高地和岛屿遇险救济协会也提供了帮助，北美的捐款也提供了援助。在接下来的两年里，灾难再次袭来，要求土地所有者额外征税帮助养活人口。英国政府开始鼓励大规模移民。
对于那些留下来的人来说，通过出口牛、商业捕鱼和旅游业出现了新的经济机会。在19世纪60年代和19世纪70年代的夏季，在苏格兰大陆的维克可以找到5000名刘易斯岛的居民，他们受雇于渔船和码头。尽管如此，移民和服兵役成为了许多人的选择，整个19世纪末和20世纪，该群岛的人口持续减少。到2001年，北尤伊斯特岛的人口只有1271人。
纳皮尔委员会和拥挤地区委员会的工作以及1886年《克罗夫特法案》的通过起到了帮助作用，但社会动荡仍在继续。1906年7月，来自巴拉岛及其岛屿的无地男子突袭了瓦特赛岛的牧场。戈登·卡斯卡特女士对“袭击者”采取了法律行动，但来访法官认为，她忽视了自己作为土地所有者的职责，“长期以来对小屋必需品的漠不关心让他们非常愤怒”。尽管有数千年的持续占领，许多偏远的岛屿都被遗弃了——1912年的明古莱岛、1930年的赫塔岛和1942年的塞恩岛就是其中之一。这一过程涉及到从这些地方被视为相对自给自足的农业经济向岛屿居民和外来者都认为他们缺乏现代工业经济的基本服务的观点的转变。
经济逐渐改善，其中最明显的是用更现代的设计取代了传统的茅草屋。高地和岛屿发展委员会的成立、1965年北海大量石油储量的发现、1975年岛屿统一地方当局的成立，以及最近的可再生能源部门，都为近几十年的经济稳定做出了贡献。阿尼什船厂有着曲折的历史，但一直是石油和可再生能源行业的重要雇主。当地政府Comhairle nan Eilean Siar（西部群岛议会）雇佣了2000名员工，是外赫布里底群岛最大的雇主。

## 经济

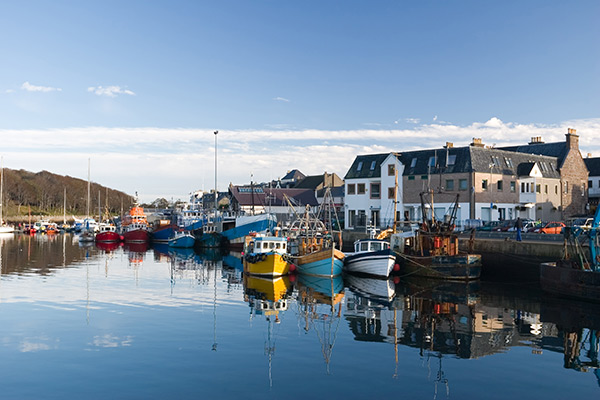
斯托诺韦港

现代商业活动以旅游业、小农场、捕鱼和编织为中心，包括哈里斯毛料的制造。小农场仍然很受欢迎，尤其是在刘易斯和哈里斯岛（人口21000），根据2020年的一份报告，有920多名活跃的小农场牧人：“克罗夫特的面积从一公顷小到通过社区放牧可以达到数千公顷”。盗用公款者可以申请补助金；其中一些是为了帮助他们找到其他途径来补充收入。截至2020年3月，赫布里底群岛的一些小农户可获得的资助计划包括“基本支付计划”、乳牛肉支持计划、高地绵羊支持计划和最不受欢迎地区支持计划以及小农场农业补助计划（CAGS）。
根据苏格兰政府的说法，“旅游业是外赫布里底群岛的支柱产业”，“为这些岛屿创造了6500万英镑的经济价值，维持了约1000个就业岗位”。报告补充道，“这些岛屿每年接待21.9万名游客”。
一些较大的岛屿拥有支持当地经济的发展信托基金，与19世纪和20世纪不在地主的统治形成鲜明对比的是，西部群岛超过三分之二的人口现在居住在社区所有的庄园中。然而，这些岛屿的经济状况仍然相对不稳定。高地和岛屿企业将包括斯托诺韦在内的西部岛屿定义为经济“脆弱地区”，估计其贸易赤字约为1.634亿英镑。总体而言，该地区相对依赖第一产业和公共部门，尤其是渔业和鱼类养殖容易受到环境影响、不断变化的市场压力和欧洲立法的影响。
人们对可再生能源发电、旅游业和教育等领域未来发展的可能性持乐观态度。在20世纪人口下降后，尽管人口正在老龄化，但自2003年以来，人口已趋于稳定。2019年的一份报告使用了关键假设（死亡率、生育率和移民），但并不乐观。它预测，人口“预计到2043年将降至22709人”；这意味着在2018年至2043年间，人口减少了16%，即4021人。
英国最大的社区所有风电场，9兆瓦的Beinn Ghrideag，一个“3涡轮机，9兆瓦计划”，位于斯托诺韦郊外，由Point and Sandwick Trust（PST）运营。
刘易斯岛的网站指出，斯托诺韦的庇护港几个世纪以来一直很重要；它被经常到访的维京人命名为转向湾。2020年12月的一份报告称，将投资4900万英镑开发一个新的深水码头，即斯托诺韦深水码头。该计划包括360米长的游轮泊位、大型货船泊位和货运渡轮泊位。

## 政治

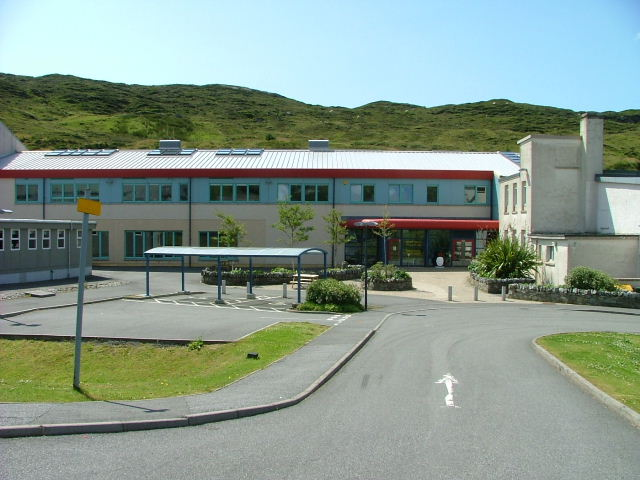
爱德华·斯科特爵士初级中学，位于哈里斯岛上的塔尔伯特

从1889年《地方政府（苏格兰）法》通过到1975年，刘易斯岛是罗斯和克罗马蒂郡的一部分，包括哈里斯岛在内的群岛其他地区是因弗内斯郡的一部分。
外赫布里底群岛于1975年成为一个单一的议会区，尽管在苏格兰其他大部分地区，直到1996年才建立类似的单一议会。从那时起，这些岛屿成为了目前覆盖全国的32个单一议会区之一，根据1997年《地方政府（盖尔语名称）（苏格兰）法》的规定，该议会以盖尔语名称Comhairle nan Eilean Siar正式命名。议会的基地位于刘易斯河畔的斯托诺韦，在当地通常被简称为“Comhairle”或“Chomhairle”。Comhairle是苏格兰仅有的三个大多数民选议员都是独立人士的议会之一，其他由独立人士管理的委员会是设得兰和奥克尼。莫里由保守党/独立人士联合执政。
覆盖该地区的英国议会选区名称为Na h-Eileanan an Iar，该席位自2005年起由安格斯·麦克尼尔议员担任，而该地区的苏格兰议会选区为Na h-Eileanan an-Iar，现任议员为阿拉斯代尔·阿兰。
在2014年苏格兰独立公投期间，该地区以53.42%（10544）对46.58%（9195）的优势投票反对独立，投票率为86.2%。
2022年，作为地方发展白皮书的一部分，提出了一个“岛屿论坛”，该论坛将允许外赫布里底群岛的当地政策制定者和居民与设得兰、奥克尼、安格尔西岛和怀特岛的同行就共同问题进行合作，如宽带连接，并为他们提供一个平台，就岛屿社区在升级方面面临的挑战与政府直接沟通。

## 盖尔语方言

苏格兰说盖尔语比例，外赫布里底群岛是整体最高的

外赫布里底群岛历来是苏格兰盖尔语（Gàidhlig）的强势地区。1901年和1921年的人口普查都报告说，所有教区都有75%以上的人讲盖尔语，包括人口密度高的地区，如斯托诺韦。然而，1872年的《教育（苏格兰）法》规定只接受英语教育，现在被认为对该语言造成了重大打击。有些老人还记得在学校里因为说盖尔语而被殴打的情景。尽管如此，到1971年，大多数地区仍有75%以上的人说盖尔语，但斯托诺韦、本贝丘拉和南尤伊斯特岛除外，这一比例为50-74%。
在2001年的人口普查中，每个岛屿都有50%以上的人说盖尔语——南尤伊斯特岛（71%）、哈利斯岛（69%）、巴拉岛（68%）、北尤伊斯特岛（67%）、刘易斯岛（56%）和本贝丘拉岛（56%）。外赫布里底群岛有59.3%的盖尔语使用者，共有15723人说盖尔语，这使其成为苏格兰盖尔语最连贯的地区。
大多数地区讲盖尔语的比例在60-74%之间，人口密度最高的地区超过80%的是斯卡尔佩岛、纽顿费里和基尔多南，而达利布尔、林斯哈德、埃里斯凯、布鲁、博伊斯代尔、西哈里斯、阿尔德韦尼什、索瓦尔、内斯和布拉格尔的使用比例都超过75%。使用比例最低的地区是斯托诺韦（44%）、布莱赫（41%）、梅尔博斯特（41%）和巴利瓦尼希（37%）。
苏格兰议会于2005年颁布了《盖尔语（苏格兰）法》，为盖尔语提供持续支持。然而，到2011年，外赫布里底群岛讲盖尔语的总比例已降至52%。
在现代盖尔语中，这些岛屿有时被统称为An t-Eilean Fada（长岛）或Na h-Eileanan a-Muigh（外岛）。Innse Gall（外国人或陌生人的岛屿）偶尔也会被听到，这个名字最初是高地人在挪威人统治这些岛屿时使用的。

## 交通

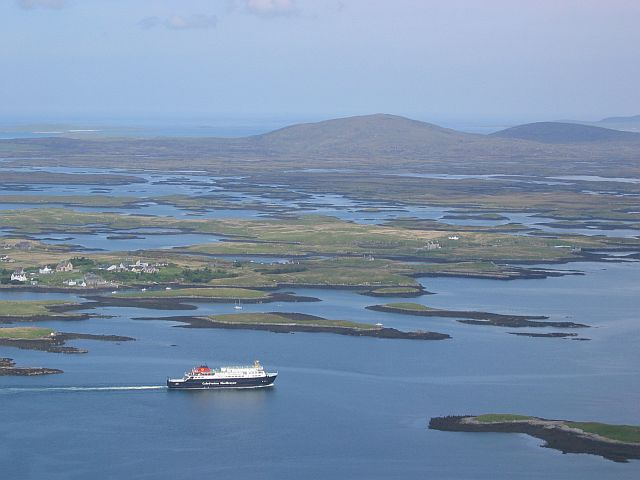
定期渡轮正在离开洛赫马迪前往斯凯岛

外赫布里底群岛与苏格兰大陆和内赫布里底岛之间的定期渡轮服务如下：
- 奥本到巴拉岛的卡斯尔拜
- 奥本到南尤伊斯特岛的洛赫博伊斯代尔（仅限冬季）
- 马莱格到南尤伊斯特岛的洛赫博伊斯代尔
- 斯凯岛的维格到哈利斯岛的塔尔伯特
- 斯凯岛的维格到北尤伊斯特岛的洛赫马迪
- 阿勒浦到刘易斯岛的斯托诺韦
- 泰里岛到巴拉的卡斯尔拜（仅限夏季）

其他渡轮在一些岛屿之间运行。
国家铁路公司提供从奥本和马莱格车站直达格拉斯哥的服务。然而，尽管议会批准了修建通往阿勒浦的铁路的计划，但在19世纪90年代未能获得足够的资金。
有从斯托诺韦、本贝丘拉和巴拉机场飞往大陆的定期航班。巴拉机场据称是世界上唯一一个有定期航班降落在海滩上的机场。在高水位时，跑道在海底，因此飞行时间会随着潮汐而变化。

### 巴士

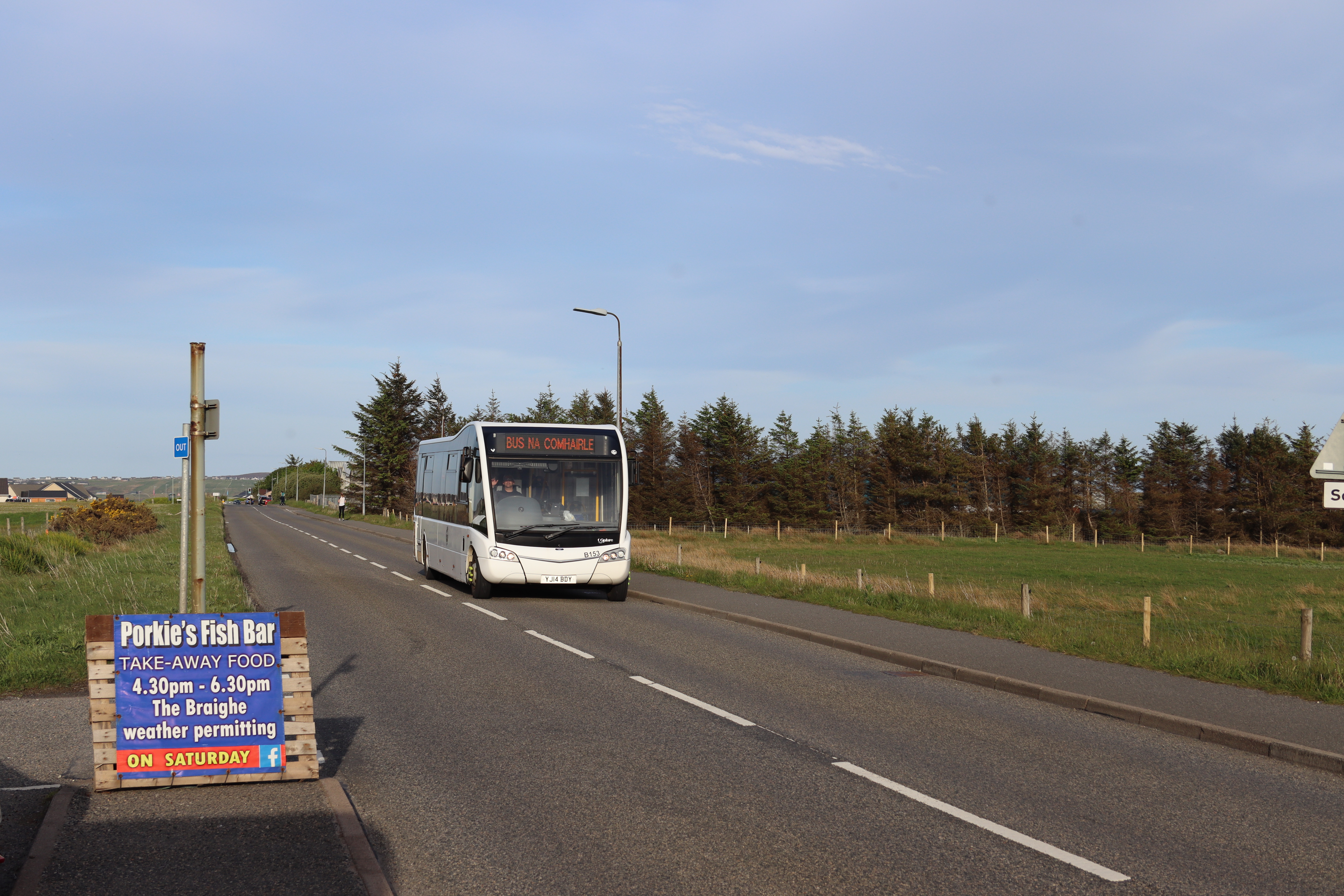
在桑德维克看到运营中的议会巴士Optare Solo，2020年5月

Bus na Comhairle（意为“议会巴士”）是苏格兰西部群岛议会所有的地方巴士公司。该公司为刘易斯岛的布罗德拜地区提供7辆巴士服务——6辆Optare Solo和1辆ADL Enviro 200。

### 沉船
该群岛暴露在风和潮汐中，从南部的巴拉岬到北部的刘易斯湾，灯塔都是为了辅助导航。这里有许多失事船只的地点，而夫兰南群岛是1900年12月发生的一个持久谜团的所在地，当时三名灯塔管理员都消失得无影无踪。
1853年9月28日星期二，一艘从利物浦开往加拿大蒙特利尔的三桅移民船“安妮·简”号在一场风暴中在瓦特赛西海滩触礁。不到十分钟，这艘船就开始下沉并解体，450人被抛入汹涌的大海。尽管情况恶劣，岛上居民还是设法营救乘客和船员。350名男子、妇女和儿童的遗体被埋葬在海滩后面的沙丘中，一个小石堆和纪念碑标志着该遗址。
1919年的头几个小时，刘易斯岛东海岸的霍尔姆野兽群（Beasts of Holm）是英国皇家海军伊奥莱尔号（HMS Iolaire）沉没的地点，这是20世纪英国水域最严重的海上灾难之一。1941年，政治家号携带一批单一麦芽在巴拉湾的卡尔韦搁浅后，为康普顿·麦肯齐的小说《威士忌加洛雷》提供了灵感。

## 文化

### 宗教
基督教在西部群岛有着深厚的根基，但主要由于过去部族的不同忠诚，北部岛屿（刘易斯岛、哈里斯岛、北尤伊斯特岛）的人民历史上主要是长老会教徒，而南部岛屿（本贝丘拉岛、南尤伊斯特岛、巴拉岛）的人主要是罗马天主教徒。
在2001年人口普查时，42%的人口表示自己隶属于苏格兰教会，13%的人信奉罗马天主教，28%的人信奉其他基督教会。最后一个群体中的许多人属于苏格兰自由教会，该教会以严格遵守安息日而闻名。11%的人表示他们没有宗教信仰。这使得西部群岛成为苏格兰议会中非宗教人口比例最小的地区。刘易斯和哈里斯岛也有小型的圣公会会众，外赫布里底群岛在圣公会和天主教传统上都是阿盖尔和群岛教区的一部分。

### 音乐
盖尔音乐在群岛上很受欢迎，刘易斯和哈里斯岛传统音乐协会在推广这一流派方面发挥了积极作用。Fèis Bharraigh始于1981年，旨在发展巴拉岛和瓦特赛岛盖尔语、文学、音乐、戏剧和文化的实践和研究。这是一个为期两周的节日，它激发了苏格兰其他43个feisean的灵感。刘易斯岛风笛乐队成立于1904年，刘易斯和哈里斯岛风笛协会成立于1977年。

### 体育
户外活动，包括橄榄球、足球、高尔夫、滑水、钓鱼、骑马、皮划艇、田径和多种运动，在西部群岛很受欢迎。赫布里底挑战赛是一项冒险比赛，每天分五个阶段进行，沿着岛屿的长度进行，包括山地和公路跑步、公路和山地自行车、短距离海上游泳和高难度的海上皮划艇比赛。这里有四个主要的体育中心：斯托诺韦的Ionad Spors Leodhais，有一个25米的游泳池；哈里斯体育中心；本贝丘拉岛的Lionacleit体育中心；以及巴拉岛的卡斯尔拜体育中心。西部群岛是国际岛屿运动会协会的成员。
南尤伊斯特岛是阿斯克尼斯高尔夫球场的所在地。它是外赫布里底群岛最古老的球场，由老汤姆·莫里斯设计。尽管它一直使用到20世纪30年代，但直到2005年，它的存在基本上被遗忘了，现在它正在恢复莫里斯的最初设计。